# Centrobasket 1971
El Centrobasket 1971, también conocido como IV Campeonato de baloncesto masculino de Centroamérica y del Caribe se celebró en las ciudades venezolanas de Caracas y Valencia entre el 21 y 27 de octubre de 1971. La selección de baloncesto de Cuba obtuvo su primer título. Este torneo otorgó dos cupos a los Juegos Olímpicos de Múnich 1972.

## Equipos participantes
- Cuba
- El Salvador
- Guyana
- Puerto Rico
- República Dominicana
- Trinidad y Tobago
- Venezuela (anfitrión)

## Resultados
| Pos.              | Equipo               | Récord |
| ----------------- | -------------------- | ------ |
| Medalla de oro    | Cuba                 | 6-0    |
| Medalla de plata  | Puerto Rico          | 5-1    |
| Medalla de bronce | Venezuela            | 4-2    |
| 4                 | República Dominicana | 2-4    |
| 5                 | El Salvador          | 2-4    |
| 6                 | Trinidad y Tobago    | 1-5    |
| 7                 | Guyana               | 1-5    |

| Campeón Cuba  |
| Primer título |

## Clasificados a los Olímpicos

### Clasificados a los Olímpicos de Múnich 1972
| Cuba Campeón del torneo | Puerto Rico Subcampeón del torneo |